# GreenSet

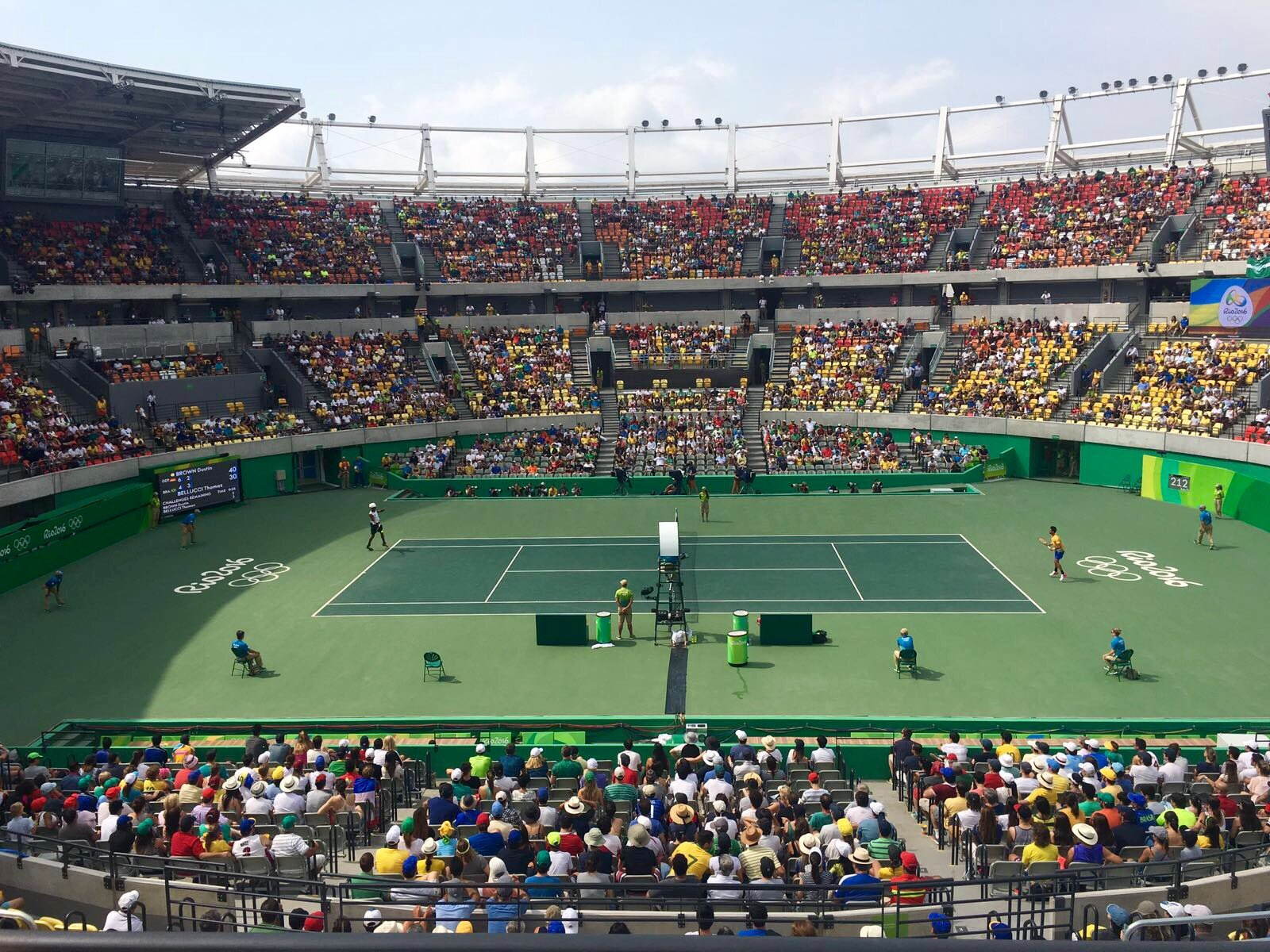
Tennisplatz der Olympischen Spiele 2016.

GreenSet ist ein Hartplatz-Belag, der hauptsächlich für Tennisplätze innen und außen verwendet wird. Hersteller ist die gleichnamige Firma aus Barcelona. Eigentümer und Geschäftsführer ist der ehemalige Tennisspieler Javier Sánchez.

## Eigenschaften
Der Belag basiert auf mehreren Schichten Acrylharz und Siliciumdioxid und wird mit und ohne Elastikschichten verbaut, die auf einer Asphalt- oder sonstigen festen Oberfläche aufgebracht werden. Alternativ ist auch ein Schwingboden aus Holz als Untergrund möglich. Die Systeme können von 15 % bis über 55 % Kraftabbau erreichen. GreenSet-Beläge sind durch die ITF zugelassen und als Medium-Slow, Medium und Medium-Fast klassifiziert.

## Verwendung
GreenSet wird seit 1970 ausgehend von Europa weltweit auf über 60.000 Tennisplätzen verwendet.
Der Belag wurde bzw. wird unter anderem bei folgenden Veranstaltungen verwendet:
- Australian Open und AO Series (seit 2020)
- Paris Masters[4]
- ATP Basel[1]
- ATP Montpellier
- Olympische Spiele 2016 und Paralympische Spiele 2016[5]
- ATP Finals in der O2 Arena[6]
- Davis Cup Hamburg, 2022[7]